# Marcus Valerius Volusus
Marcus Valerius Volusus (vagy Volesus, néha M. Valerius Volusus Maximus; †i. e. 496) a Római Köztársaság patríciusa. I. e 505-ben consuli hivatalt viselt Publius Postumius Tubertusszal közösen.

## Élete
Apja Volesus Valerius volt, testvérei pedig a négyszer consulságot viselő Publius Valerius Publicola és a dictator Manius Valerius Maximus voltak.
A köztárssaság ötödik évében M. Valeriust és P. Postumiust választották consullá. Ebben az évben tört ki a szabinokkal a háború. Titus Livius nem közli a részleteket, csak annyit ír, hogy kimenetele szerencsés volt és mindkét consul diadalmenetben tért vissza Rómába. I. e. 501-ben követségbe küldték Ferentiumba, hogy megakadályozza az újabb háború kitörését a latinokkal.
I. e. 496-ban (vagy 499-ben, 493-ben, 489-ben) részt vett a latinokkal vívott Regillus-tavi csatában. Az ellenség fővezére az elűzött római király, Lucius Tarquinius Superbus veje, a tusculumi Octavius Mamilius volt; az ütközetben részt vett az idős király és fia, Titus Tarquinius is. A csata egy pontján a Rómából száműzött királypártiak nagy erővel támadtak a római arcvonalra, amely már-már megingott. M. Valerius a száműzöttek első sorában felismerte a fiatal Titus Tarquiniust és rárontott a lovával, hogy lándzsájával keresztülszúrja. Az visszahúzódott az övéi közé és amikor Valerius vakmerően utánanyomult, oldalról átdöfték. A lova egy darabon még magával vitte a haldokló rómait, aki aztán holtan esett a földre.    
Egyes források ezzel szemben azt állítják, hogy i. e. 494-ben augurnak választották meg.
Fia, Lucius Valerius Potitus i. e. 483-ban és 470-ben volt consul. A nem túlságosan megbízható Sextus Rufus szerint volt egy másik, Manius nevű fia is, akit i. e. 501-ben dictatorrá választottak, később augur lett és i. e. 463-ban meghalt.

## Fordítás
- Ez a szócikk részben vagy egészben  a   Marcus Valerius Volusus című angol Wikipédia-szócikk ezen változatának fordításán alapul.  Az eredeti cikk szerkesztőit annak laptörténete sorolja fel. Ez a jelzés csupán a megfogalmazás eredetét és a szerzői jogokat jelzi, nem szolgál a cikkben szereplő információk forrásmegjelöléseként.

| Elődei: Sp. Larcius és T. Herminius Aquilinus | Consul i. e. 505 collega: P. Postumius Tubertus | Utódai: P. Valerius Publicola IV és T. Lucretius Tricipitinus II |